# Minucia olivescens
Minucia olivescens là một loài bướm đêm trong họ Erebidae.